# Xanthyris flaveolata
Xanthyris flaveolata är en fjärilsart som beskrevs av Carl von Linné 1758. Xanthyris flaveolata ingår i släktet Xanthyris och familjen mätare. Inga underarter finns listade i Catalogue of Life.